# Elamische Sprache

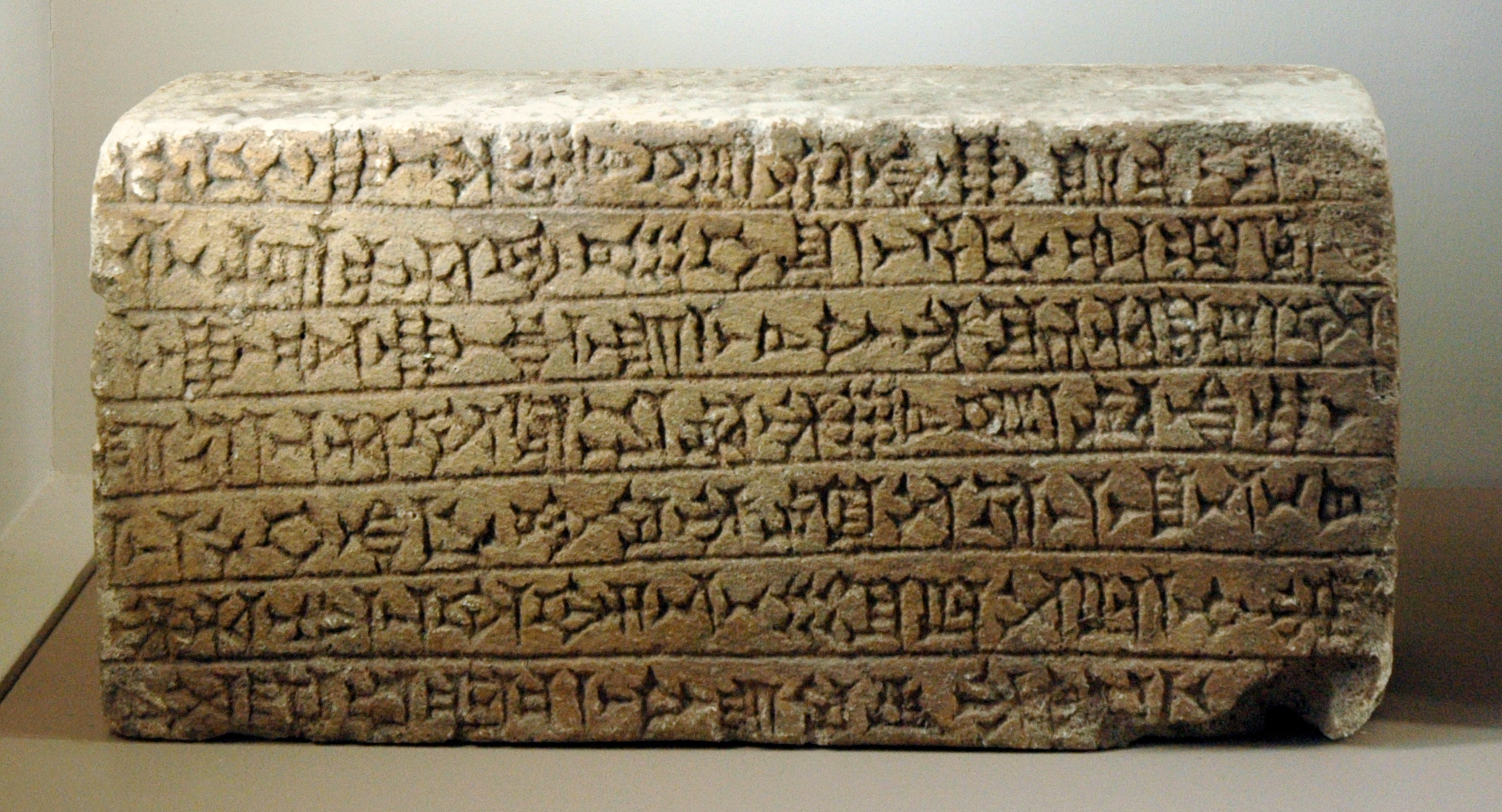
Inschrift Schilkhak-In-Schuschinaks aus Susa, um 1140 v. Chr.

Die Karte zeigt das Gebiet des Landes Elam (in rot).

Die elamische oder elamitische Sprache ist die ausgestorbene Sprache der Elamer, eines altorientalischen Volkes im Südwesten des heutigen Irans. Elamische Texte stammen aus der Zeit 2400 bis 350 v. Chr., insgesamt ergibt sich also eine zweitausendjährige Überlieferungsgeschichte.
Das Elamische ist mit keiner anderen bekannten altorientalischen Sprache verwandt: Es gehört weder zu den semitischen Sprachen (wie zum Beispiel das Akkadische) noch zu den indogermanischen Sprachen (wie zum Beispiel das Hethitische oder das Altpersische); auch mit dem benachbarten Sumerischen ist es mit Sicherheit nicht verwandt. Die meisten Forscher halten das Elamische für eine isolierte Sprache, einige sehen aber genetische Beziehungen zu den drawidischen Sprachen des indischen Subkontinents.
Die Überlieferung elamischer Texte erfolgte in drei unterschiedlichen Schriftsystemen, von denen zwei auf mesopotamische Schriftformen zurückgehen, während die dritte (die „Strichschrift“) eine elamische Eigenentwicklung ist. Die Geschichte Elams kann bisher nur lückenhaft und für bestimmte Phasen vor allem aus mesopotamischen (sumerischen, akkadischen, assyrischen und babylonischen) Quellen erschlossen werden; historische Texte in elamischer Sprache gibt es dagegen nur relativ selten.
Die Wissenschaft von der elamischen Sprache, Kultur und Geschichte heißt Elamistik.
Die Elamer spielten mindestens seit dem Beginn des 3. Jahrtausends v. Chr. eine wichtige Rolle im südwestlichen Iran, etwa im Gebiet des heutigen Chuzestan, Luristan und des zentralen Zāgros-Gebirges. Hauptorte waren Anschan (heute Tall-i Malyan) und Susa (heute Shush). Wirtschaftliche Basis für die Entwicklung elamischer Staaten waren die damalige große Fruchtbarkeit der Susiana und die frühe Bedeutung als Durchgangsgebiet für die Handelswege von Mesopotamien nach Iran und zum Industal. Die elamische Geschichte ist von der ständigen politischen, kriegerischen, aber auch kulturellen Wechselwirkung mit den benachbarten Staaten Mesopotamiens geprägt, die in langen Phasen die Oberhoheit über das elamische Gebiet ausübten und kulturell meist die „Gebenden“ waren. Dennoch haben die Elamer in vielen Bereichen gegenüber Mesopotamien ihre Eigenständigkeit bewahren können, zum Beispiel in einem sehr speziellen System der Thronfolge, bei der Verwendung und Adaption von mesopotamischen Schriftsystemen und durch den Erhalt ihrer Sprache bis weit ins erste nachchristliche Jahrtausend.

## Eigen- und Fremdbezeichnungen Elams
Die elamische Eigenbezeichnung für das Land Elam ist haltamti oder hatamti, dies wurde sumerisch zu elama, akkadisch zu elamtu und hebräisch zu  'elam. Die Eigenbezeichnung der Sprache ist nicht überliefert. Die üblichen modernen Bezeichnungen elamisch oder elamitisch (englisch und französisch elamite) gehen auf Archibald Sayce zurück, der für Volk und Sprache 1874 die Bezeichnung elamite nach akkadischem Vorbild prägte.

## Geschichte Elams und der elamischen Sprache
Die elamische Geschichte ist bisher nur phasenweise darstellbar und lässt sich vereinfacht in folgende fünf Abschnitte gliedern:

### Protoelamisch
Aus der protoelamischen Zeit, etwa 3100–2600 v. Chr., gibt es noch keinen direkten sprachlichen Nachweis für die Elamer. Allerdings stellte die darauf folgende altelamische Periode eine kulturell bruchlose Fortsetzung dieser Periode dar, was dafür spricht, dass auch die Träger der protoelamischen Kultur in der Susiana bereits Elamer waren. In dieser Periode wurde nach dem Vorbild der nur wenig älteren archaischen sumerischen Schrift die bisher nicht entzifferte protoelamische Bilderschrift entwickelt und für die Wirtschaftsverwaltung genutzt (Funde vor allem aus der Zeit 3050 bis 2800 v. Chr.).

### Altelamisch
Die altelamische Zeit, etwa 2600–1500 v. Chr., umfasst die elamischen Dynastien von Anwan, Simaš und die der Epartiden. Seit dem Akkadreich (2340–2200) verstärkte sich der mesopotamische Einfluss in Elam. Nach kurzer Unabhängigkeit unter König Puzur-Inšušinak (um 2200) gewann die sumerische Ur-III-Dynastie um 2100 wieder die Oberhoheit, während die Elamer das Ende ebendieser Dynastie entscheidend mitbewirkten. Auch gegenüber dem Reich von Hammurapi und seinen Nachfolgern (1900–1600) bewahrte sich Elam unter der Epartiden-Dynastie eine relative Unabhängigkeit. In der altelamischen Periode entwickelten die Elamer ihre eigenständige Strichschrift (nur kurze Zeit um 2200 benutzt) und adaptierten die mesopotamische Keilschrift, die sie im Laufe der Zeit stark veränderten (Details zu den elamischen Schriften siehe unten).

### Mittelelamisch
Die mittelelamische Periode umfasst etwa den Zeitraum 1500–1000 v. Chr. unter den Dynastien der Igehalkiden und Šutrukiden mit dem glänzenden Höhepunkt unter Untaš-Napiriša mit seiner Hauptstadtgründung Dur-Untaš (heute Tšogha Zambil) und der wohl besterhaltenen Ziggurat des ganzen Nahen Ostens. Die Babylonier unter Nebukadnezar I. beendeten diese Phase.

### Neuelamisch
In der neuelamischen Periode, etwa 1000–550 v. Chr., fand Elam einen letzten Höhepunkt im sog. neuelamischen Reich (760–640), dessen Reichsstrukturen schließlich von den Assyrern ausgelöscht wurden.

### Achämenidisch-Elamisch
Die achämenidisch-elamische Sprache kann als eine späte und kontaktbedingte Variante der elamischen Sprache bezeichnet werden. Sie weist eine teilweise Umstrukturierung der elamischen Grammatik auf, die strukturelle Parallelen einer zweisprachigen Situation unterstützt.
In der achämenidischen Periode 550–330 v. Chr. wurde die elamische Kultur ein wichtiger Bestandteil des achämenidischen Reiches. Seine Sprache war eine von vier Amtssprachen (neben dem Persischen, Babylonischen und Aramäischen) und in Persepolis und Susa verwalteten Schreiber die Staatskanzlei und die Buchhaltung in Achämenidisch-Elamisch. Die vormals elamische Hauptstadt Susa wurde mit neuen großen Palästen eines der Verwaltungszentren der achämenidischen Herrschaft. Während die schriftliche elamische Überlieferung 350 v. Chr. abbrach, wurde das Elamische wahrscheinlich noch bis zum Ende des 1. nachchristlichen Jahrtausends in Chusistan („Chusi“, „Chusisch“) gesprochen; die Belege dafür sind allerdings umstritten.

## Elamische Schriften und ihre Entzifferung

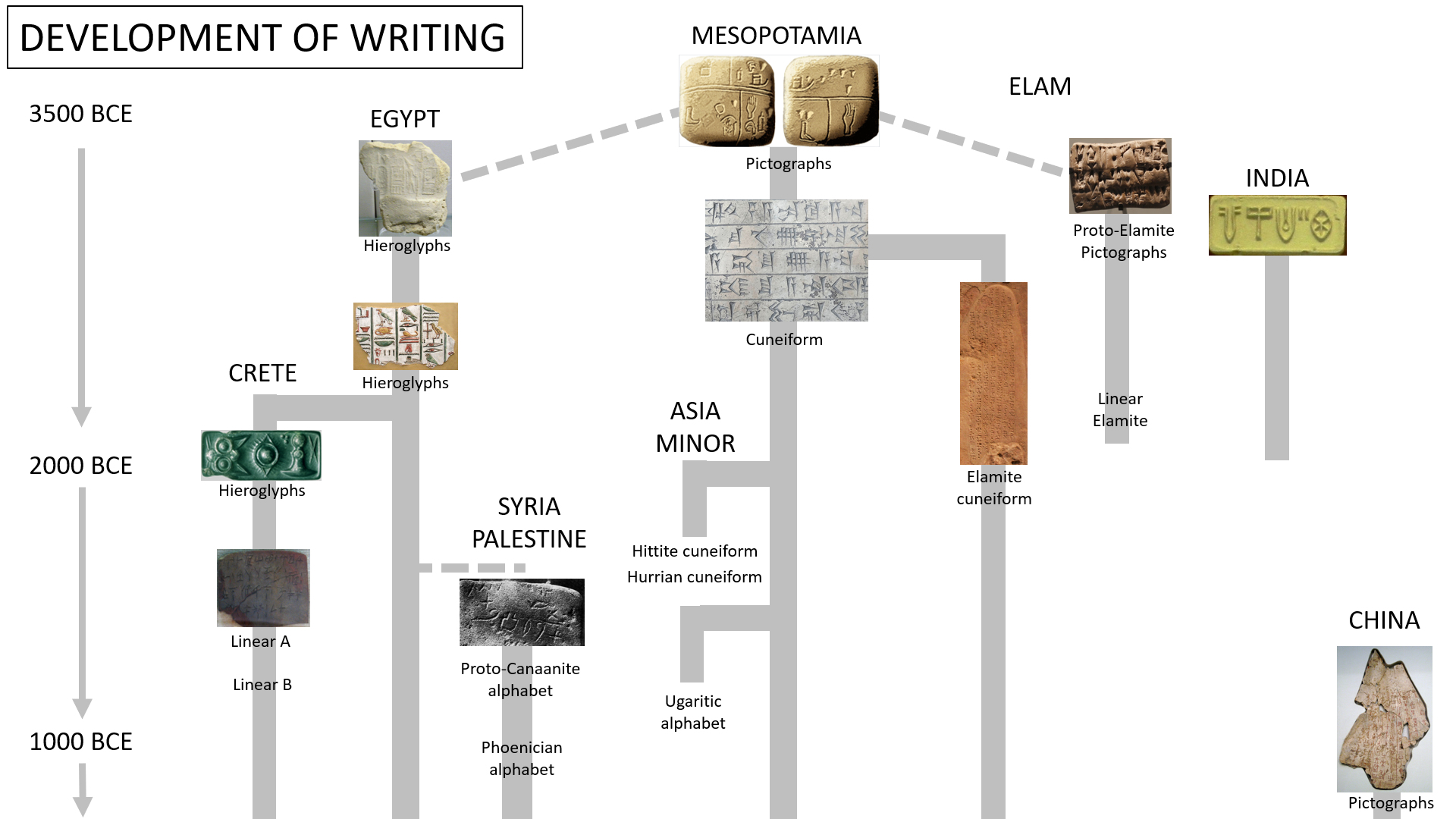
Rekonstruktion der Entwicklung des Schreibens (beginnend vor 3500 v. Chr. bis 1000 v. Chr.), mit der Hypothese, dass die sumerische Keilschrift im Vergleich zu den ägyptischen Hieroglyphen die ältere Schriftform sei (vergleiche kretische Hieroglyphen, luwische Hieroglyphen; elamische Schriften, Indusschrift).

### Protoelamische Bilderschrift

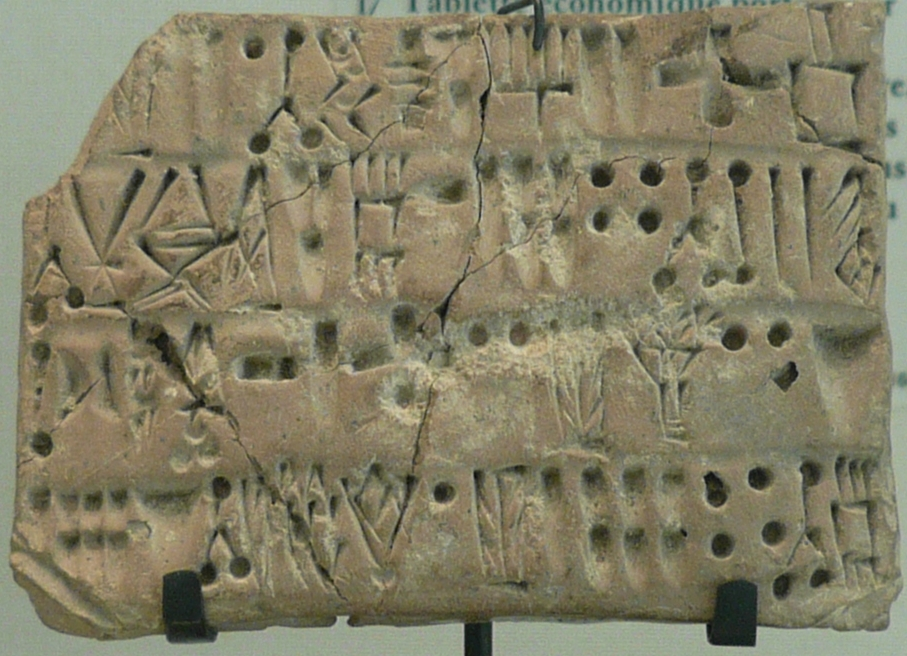
Tafel in protoelamischer Bilderschrift

Kurz nach der sumerischen Schrifterfindung findet man auch in Elam seit 3050 und bis 2800 v. Chr. eine Schriftform, die der etwas älteren archaischen sumerischen aus Uruk sehr ähnlich ist und wie diese fast nur Wort- und Zahlzeichen verwendet, die protoelamische Bilderschrift. Hauptfundort ist Susa mit 1600 Tontafeln, vereinzelte Funde gibt es im ganzen südwestlichen, aber auch verstreut im östlichen Iran. Die Schrift konnte bisher nicht entziffert werden, doch gleichen die Tafeln in ihrer Struktur und wahrscheinlich auch im Inhalt den archaischen sumerischen Tafeln, die ausschließlich für Zwecke der Wirtschaftsverwaltung verwendet wurden. Die protoelamische Schrift enthält etwa 1000 Zeichen, die in rund 5000 Varianten vorkommen.
Das Zahlensystem dieser Inschriften ist äußerst komplex, je nach Zählobjekt werden – ähnlich wie in den Uruk-Texten – verschiedene Einheiten verwendet. Die Arbeiten von Englund 1989 und 1997 und Damerow 1989 ergeben folgende unterschiedliche Zählmodi:
Unterschiedliche Zählsysteme der protoelamischen Schrift
| Objektarten         | Grundsystem     | Verwendete Einheiten                        |
| ------------------- | --------------- | ------------------------------------------- |
| Menschen, Tiere     | dezimal         | 1 – 10 – 100 – 1.000 – 10.000               |
| diskret unbelebt    | sexagesimal     | 1 – 10 – 60 – 600 – 3.600                   |
| Getreiderationen    | (bi)sexagesimal | 1 – 10 – 60 – 120 – 1.200                   |
| Hohlmaße (Getreide) | gemischt        | 1 – 2 – 4 – 12 – 24 – 60 – 360 – 3.600 etc. |
| Flächenmaße         | gemischt        | 1 – 6 – 18 – 180                            |

Da nicht für jede Einheit der unterschiedlichen Zählsysteme unterschiedliche Zeichen verwendet wurden, hängt der Zahlenwert der einzelnen Mengenzeichen entscheidend davon ab, in welchem Kontext sie auftreten.
Eine sichere Zuordnung dieser Texte zu den Elamitern wäre – selbst bei vollständiger Entzifferung – wegen des hohen Anteils sprachunabhängiger Wortzeichen kaum möglich. Den aktuellen Stand der Entzifferung dieser Schrift beschreibt ausführlich Robinson 2002.

### Elamische Strichschrift
Für den Zeitraum 2300–1880 v. Chr. ist eine eigenständige Silbenschrift nachgewiesen, die 1901 entdeckt wurde und wegen ihres linearen Duktus Strichschrift oder Linearschrift (englisch Linear Elamite) genannt wird. 1961 veröffentlichte der Göttinger Iranist und Elamist Walther Hinz die Grundzüge einer Entzifferung dieser Schriftform und ging dabei von einer elamischen Lesung dieser Texte aus, worüber in Hinz 1962, 1964 und 1969 berichtet wird. Diese Entzifferung erfolgte auf Basis einer akkadisch-elamischen Bilingue (der sogenannten Steininschrift A) unter Verwendung der Lesung von Eigennamen (Inšušinak, Susa) und der Kenntnisse der elamischen Sprache aus den vorher entzifferten neuelamischen und achämenidischen Königsinschriften. Sie ist allerdings nicht von allen Fachleuten anerkannt worden. Nach zehnjähriger Forschungsarbeit gab der französische Archäologe François Desset am 27. November 2020 die Entzifferung der elamischen Strich- oder Linearschrift bekannt. Texte in der elamischen Strichschrift sind spärlich und fast auf die Regierungszeit Puzur-Inšušinaks (Ende des 23. Jahrhunderts) beschränkt. Gefunden wurden bisher etwa 40 Stein- und Ziegelinschriften, eine auf einer angeblich in der Nähe von Persepolis (Marvdascht) gefundenen Silbervase. Inhaltlich handelt es sich bei den Strichinschriften meist um Weihinschriften.
Die Schrift besitzt nur 103 Zeichenformen – von denen 40 jeweils nur ein einziges Mal belegt sind –, was von vornherein ihre Interpretation als reine Silbenschrift nahelegte (Wort-Silben-Schriften wie die mesopotamische Keilschrift benötigen einen wesentlich größeren Zeichenvorrat). Als Beispiel sei der von W. Hinz zur Entzifferung herangezogene elamische Text in seiner Lesung und mit seiner Interlinearübersetzung zitiert (die Nummerierung entspricht den Spalten dieser Inschrift):
Elamische Strichinschrift (sog. Steinschrift A, nach Hinz 1969):
(1) te-im-tik-ki nap in-šu-ši-na-ik un-ki
(2) u ku-ti-ki-šu-ši-na-k zunkik hal-me ka
(3) hal-me-ni-ik šu-si-im-ki
(4) ši-in-pi-hi-iš-hu-ik
(5) ša-ki-ri nap-ir lik hi-an ti-la-ni-li
Interlinearübersetzung:
(1) Dem Herrn Gott Inšušinak, habe diesen Holz(riegel)
(2) ich, Kutik-I(n)šušinak, König des Landes (Elam),
(3) Landvogt von Susa,
(4) des Šinpi-hišuk
(5) Sohn, der Gottheit als Stiftung für den Tempel fürwahr zugeeignet.
Der Name „Kutik-I(n)šušinak“ wird heute allgemein „Puzur-Inšušinak“ gelesen.

### Die Adaption der mesopotamischen Keilschrift in Elam
Parallel zur Strichschrift und vor allem nach 2200 setzte sich zunehmend die sumerisch-akkadische Keilschrift auch in Elam durch, die meisten Texte waren allerdings zunächst noch in akkadischer Sprache verfasst (die Schreiber waren möglicherweise Akkader). Die mesopotamische Keilschrift wurde dann – seit der mittelelamischen Zeit – von den Elamern zunehmend vereinfacht, indem sie die Anzahl der Zeichen reduzierten, meist einfache Zeichen mit möglichst wenig Keilen aussuchten, die Ideogramme (Logogramme, Wortzeichen) weitgehend fallen ließen und sie durch eine fast rein phonetische Silbenschreibung ersetzten. Die Mehrdeutigkeit der mesopotamischen Zeichen wurde stark reduziert, für ein und dieselbe Silbe wurde in der Regel nur noch ein Zeichen verwendet (siehe folgende Tabelle). Somit gelang den Elamern die Schaffung einer eigenständigen, wesentlich „logischeren“ und einfacheren Form der Keilschrift, die allerdings die „Feinheiten“ der elamischen Phonetik (zum Beispiel Konsonantencluster, Verwendung von Doppelkonsonanten, Nasalierung u. a.) kaum adäquat wiedergeben konnte. In achämenidischer Zeit hatte die elamische Keilschrift schließlich nur noch 132 Zeichen, darunter 27 Wortzeichen und Determinative. Die graphischen Unterschiede zwischen den elamischen Keilzeichen und ihren – inzwischen meist identifizierten – mesopotamischen Vorgängern sind erheblich.
Die spät-neuelamischen und achämenidisch-elamischen Silbenzeichen
| Ka    | Ke | Ki | Ku      | aK   | iK     | uK   |
| ----- | -- | -- | ------- | ---- | ------ | ---- |
| ba    | be | .  | .       | .    | .      | .    |
| pa    | .  | pi | pu      | ap   | ip,íp  | .    |
| .     | .  | gi | .       | .    | .      | .    |
| ka4   | .  | ki | ku      | ak   | ik     | uk   |
| .     | te | ti | tu, tu4 | at   | it     | ut   |
| da    | .  | .  | du      | .    | .      | .    |
| sa    | .  | si | su      | as   | is     | (us) |
| za    | .  | zi | .       | .    | .      | .    |
| šá,šà | še | ši | šu      | áš   | iš     | .    |
| ma    | me | mi | mu      | am   | im     | um   |
| na    | .  | ni | nu      | an   | in, en | un   |
| la    | .  | li | lu      | .    | el?    | ul   |
| ra    | .  | ri | ru      | (ar) | ir     | ur   |
| ha    | .  | hi | hu      | Vh   | Vh     | Vh   |

Hinweis: /Vh/ bedeutet, dass dieses Zeichen für die Silben /ah, ih, uh/ steht. Akzente bzw. Indizes weisen auf unterschiedliche Keilschriftzeichen mit demselben Silbenlautwert hin. Man beachte, dass nur für die Silben /ip, ša/ und /tu/ zwei verschiedene Zeichen verwendet wurden, die späte elamische Schrift die Silben der Sprache also – völlig im Gegensatz zur Schreibung des Sumerischen oder Akkadischen – fast eindeutig wiedergibt. (Zur fehlenden Opposition „stimmhaft“ zu „stimmlos“ siehe den Abschnitt zur Phonologie.)
Zusätzlich zu den Silbenzeichen der Tabelle gab es die fünf Vokalzeichen /a, e, i, u, ú/ und einige KVK-Zeichen (Zeichen mit dem Lautwert Konsonant-Vokal-Konsonant), deren Lesung allerdings nicht eindeutig determiniert war, wie Schreibvarianten tup-pi-ra und ti-pi-ra „Schreiber“ zeigen. Manchmal wurden KVK-Zeichen durch „erklärende Schreibungen“ festgelegt, zum Beispiel tan-an neben tan und da-an oder gal-li und gal-lu neben gal.

### Die Entzifferung der neuelamischen Keilschrift
Die Grundlage für die Entzifferung aller Keilschriften – und damit auch anderer altorientalischer Schriftsysteme – war die große dreisprachige Darius-Inschrift von Behistun aus dem Jahre 519 v. Chr. in den Sprachen Elamisch, Altpersisch und Babylonisch. Nachdem Georg Friedrich Grotefend und seine Nachfolger zunächst die altpersische Buchstaben-Keilschrift entziffert und den altpersischen Text (in einer Sprache, die mit dem Awestischen nahe verwandt ist) gedeutet hatten, war die Behistun-Trilingue für die Entzifferung der beiden anderen Schriften nutzbar.
Es bot sich zunächst an, den zweiten Teil der Inschrift zu untersuchen, da diese Schriftform nur 111 verschiedene Zeichen verwendete und somit wesentlich einfacher als die dritte Schrift mit ihren mehreren hundert Zeichen war (Wie man heute weiß, handelt es sich bei der dritten Schrift um die babylonische Keilschrift, die erst nach und mit Hilfe der Entzifferung der elamischen Schrift entziffert werden konnte). Bei nur 111 Zeichen lag es nahe, dass diese zweite Schrift – die neuelamische Keilschrift, wie später erkannt wurde – im Wesentlichen eine Silbenschrift darstellte. Grotefend – der schon maßgeblichen Anteil an der Entzifferung der altpersischen Keilschrift hatte – gelang 1837 die Entdeckung, dass männliche Personennamen durch einen vorgesetzten senkrechten Keil gekennzeichnet wurden. Das öffnete die Tür zur Grundidee der Entzifferung, nämlich die Gleichsetzung von Eigennamen in der neuelamischen und altpersischen Fassung (eine Idee, die schon Jean-François Champollion bei der Entzifferung der ägyptischen Hieroglyphen verwendet hatte). Nach der vollständigen Veröffentlichung der elamischen Fassung der Inschrift 1853 hatte man 90 Eigennamen zur Verfügung, aus denen man durch Vergleich mit den Namen des altpersischen Textes die Silbenwerte der meisten neuelamischen Zeichen bestimmen konnte. Mithilfe der Übersetzung der altpersischen Fassung konnte dann auch die Bedeutung von etwa 700 elamischen Wörtern festgestellt und die Grundzüge der elamischen Grammatik geklärt werden.

### Die Lesung und Deutung der mittel- und altelamischen Keilschrift
Auf Basis der nun relativ gut bekannten neuelamischen Schrift und Sprache konnten nach und nach durch Vergleich und Kombination auch die älteren elamischen Keilinschriften gelesen und gedeutet werden. Die mittelelamische Keilschrift enthält noch mehr Determinative und Ideogramme als die neuelamische und ist insgesamt komplizierter. Hilfe durch akkadisch-elamische Bilinguen gab es nur in wenigen und unbedeutenden Fällen. Der aus den achämenidisch-neuelamischen Königsinschriften gewonnene eingeschränkte Wortschatz reichte nicht aus, die viel umfangreichere Lexik der alt- und mittelelamischen Inschriften zu erschließen, auch die Veränderungen der Sprache in einem Zeitraum von mehr als tausend Jahren führt immer noch zu erheblichen Schwierigkeiten bei der Deutung der älteren elamischen Texte. So gibt es elamische Texte, bei denen noch jedes zweite Wort Rätsel aufgibt oder der Sinn ganzer Sätze völlig dunkel bleibt.

## Textüberlieferung
Insgesamt steht die Überlieferung elamischer Texte in Qualität und Quantität weit hinter der sumerischer und akkadischer Texte zurück. Das überlieferte elamische Material ist nicht umfangreich und vielseitig genug, um – trotz der heute relativ problemlosen Lesung – zu einem umfassenden Verständnis elamischer Texte gelangen zu können. Insbesondere die Erschließung des Wortschatzes ist noch kaum gelungen, nur etwa 700 elamische Wörter sind sicher gedeutet. Solange man keine größere sumerisch-elamische, akkadisch-elamische oder altpersisch-elamische Wortliste findet, wird sich an diesem Zustand nicht viel ändern. Dennoch ist die Überlieferung des Elamischen so umfangreich, dass sich ein relativ klares Bild der elamischen Grammatik und Sprachstruktur gewinnen lässt.

### Die Herkunft der Texte
Die meisten elamischen Texte stammen aus den heutigen südwestiranischen Provinzen Chuzestan und Fars, wichtigste Fundstellen sind Susa, Persepolis und Anschan. Diese Texte entstanden im Zeitraum zwischen dem 24. und 4. vorchristlichen Jahrhundert. Achämenidische mehrsprachige Monumentalinschriften, die ebenfalls elamische Fassungen enthalten, finden sich im westlichen Iran und der Osttürkei im Gebiet des Van-Sees, sie stammen aus der Zeit von 520 bis 450 v. Chr. Elamische Tontafeln aus dem 6. vorchristlichen Jahrhundert wurden – außerhalb Irans – in Niniveh (beim heutigen Mossul), in den urartäischen Festungen der Osttürkei und Armeniens gefunden, einige elamische Tontafelfragmente aus dieser Zeit stammen sogar aus Kandahar im heutigen Afghanistan. Auch das Gilgamesch-Epos wurde in einer elamischen Version gefunden.

### Altelamische Texte
Die meisten Keilschrifttexte der altelamischen Zeit (etwa 2400–1500) sind in akkadischer oder sumerischer Sprache geschrieben, nur wenige sind elamisch überliefert. Dazu gehören drei fragmentarische Schülertexte – die man im weitesten Sinne „literarisch“ nennen könnte –, ein Vertrag eines unbekannten elamischen Königs mit dem akkadischen König Naramsin (aus dem 23. Jahrhundert, Übersetzung siehe Koch 2005) und vier elamische Königsinschriften aus dem 18. Jahrhundert. Darüber hinaus sind elamische Namen und vereinzelte Wörter in sumerischen und akkadischen Texten überliefert. Falls sich der elamische Charakter der Strichschrift endgültig nachweisen lässt (siehe oben), gehören natürlich auch diese wenigen Texte zum altelamischen Bestand.
Auszüge aus dem altelamischen Naramsin-Vertrag (Übersetzung nach Koch 2005):
Höret Göttin Pinengir, Göttliche Gute des Himmels, Humban, Il-Aba … (insgesamt 37 elamische und akkadische Götter werden angerufen): Feindliche Unternehmungen gegen den Herrn von Akkade werde ich nicht zulassen. Mein Feldherr wird den Herrn vor Feindestaten beschützen. Der Feind des Naramsin ist auch mein Feind, der Freund des Naramsin ist mein Freund! … Einen Überläufer werde ich nicht bei mir aufnehmen. … Dein Standbild soll hier in Ehren gehalten werden. … Deine Gattin möge fruchtbar sein! Gott Simut möge sie immer behüten! Sie möge einen Muttersohn als Thronerben gebären. … Der Friede werde hier gehegt! Den Göttern leisten die Könige ihren Schwur. … Den Sonnengott Nahiti liebt der König, dem Gott Inšušinak ist er untertan. …

### Mittelelamische Texte
Die mittelelamischen Texte (1350–1100 v. Chr.) bestehen mehrheitlich aus kurzen Königsinschriften und Verwaltungsdokumenten (175 Texte meist aus Susa, Dur-Untaš und Malyan in Fars), geschrieben auf Ziegeln, Stelen, Reliefs, Statuen und Votivobjekten. Unter ihnen ist eine einzelne bilinguale akkadisch-elamische Bauinschrift und ein längerer Feldzugbericht des Königs Šutruk-Naḫḫunte II. (ca. 1185–1155). Elamische Wörter und Titel finden sich in dieser Zeit auch auf akkadischen Inschriften von Haft Tepe. Das Mittelelamische gilt als die „klassische“ Periode der elamischen Sprache und Kultur.

### Neuelamische Texte
Das Neuelamische ist durch Weihinschriften und Verwaltungs- und Rechtstexte aus dem 8. bis 6. Jahrhundert v. Chr. repräsentiert. Aus der Zeit 750 bis 650 v. Chr. stammen etwa 30 Königsinschriften auf Ziegeln und Stelen aus Susa und einige Felsinschriften lokaler elamischer Herrscher in Chuzestan. Aus der Zeit nach 650 sind eine kleine Gruppe von Rechtstexten und ein Archiv mit 300 kurzen Verwaltungstexten aus Susa, außerdem einige Briefe aus Susa, Niniveh und Armavir Blur in Armenien überliefert.

### Achämenidisch-elamische Texte
Am besten überliefert ist das Elamische der Achämenidenzeit, und zwar vor allem – wie schon oben erwähnt – durch die mehrsprachigen Königsinschriften von Darius I. und seinen Nachfolgern. Diese Königsinschriften in den Sprachen Elamisch, Altpersisch und Babylonisch bilden nach wie vor die wichtigsten Dokumente der Elamistik (Übersetzung der drei Fassungen bei Borger-Hinz 1984, die älteste dreisprachige Inschrift Darius I ist in Koch 2005 wiedergegeben). In Behistun existierte zunächst nur die elamische Fassung, die beiden anderen wurden etwas später hinzugefügt, was die besondere Bedeutung des Elamischen in der Achämenidenzeit unterstreicht. Spätere Monumentalinschriften enthalten neben der altpersischen immer auch eine elamische und eine babylonische Fassung, inhaltlich korrespondieren diese Texte sehr eng, so dass Simultanübersetzungen möglich sind.
Aus der Einleitung der Behistun-Inschrift (Übersetzung nach Borger-Hinz 1984):
(§ 1) Ich bin Darius, der Großkönig, König der Könige, König in Persien, König der Länder, des Hystaspes Sohn, des Arsames Enkel, ein Achämenide. (§ 5) Es kündet Darius der König: Nach dem Willen Ahuramazdas bin ich König. Ahuramazda hat mir die Königsherrschaft verliehen. (§ 6) Dies sind die Länder, die mir zugekommen sind: Persien, Elam, Babylonien, Assyrien, Arabien, Ägypten, die Meerbewohner (die Bewohner von Meerland = Zypern ?), Lydien, Jonien, Medien, Armenien, Kappadozien, Parthien, Drangiana (Sistan in Ostiran), Areia (Herat, Nordwest-Afghanistan), Choresmien, Baktrien, Sogdien, Gandhara (Nordost-Afghanistan und Nordwest-Pakistan), Skythien, Sattagydien (Pandschab in Nordwest-Indien), Arachosien (Kandahar, Süd-Afghanistan), Maka (Mekran in Belutschistan), insgesamt 23 Länder. 
Mehrere tausend elamische Verwaltungstexte sind aus der Zeit von 500 bis 450 v. Chr. aus den Archiven von Persepolis erhalten, verfasst von persischen und elamischen Schreibern und Buchhaltern der achämenidischen Verwaltung. Die weite Verbreitung dieser Texte zeigen Fragmente dieser Textgruppe aus Kandahar in Afghanistan.
Eine Anordnung an einen Beamten für eine Abrechnung (PF 1858, Übersetzung nach Koch 2004):
Zu Merduka sprich, Mrnčana lässt ausrichten: Dein Heil möge durch die Götter und den König bewirkt werden! Vorher hatte ich dir mitgeteilt: „Einer unserer Kollegen ist unterwegs in Elam, wohin ich selbst jetzt nicht reise. Dort wird selbiger die Abrechnungen durchführen.“ Jetzt kann er aber derzeit nicht kommen. Als Ersatz schicke ich den Humaya los, er wird dort eintreffen und die Abrechnung machen. Ihr macht dort alles fertig und gebt die Reservebestände an Vieh, Gerste, Wein und Korn heraus, er soll sie hierher schicken!

## Beziehungen zu anderen Sprachen
Ein Grund für die Schwierigkeit der Deutung elamischer Texte liegt darin, dass das Elamische als Sprache offensichtlich isoliert dasteht und damit etymologische Vergleiche mit verwandten Sprachen entfallen. Frühe Versuche, es mit dem Sumerischen zu verbinden, wurden schnell aufgegeben; allerdings wurde eine gewisse strukturelle Ähnlichkeit zwischen beiden Sprachen, die durch ihre geographische Nachbarschaft begründet ist, in neuerer Zeit wieder hervorgehoben (Steiner 1990), was allerdings nichts über eine genetische Beziehung der beiden Sprachen aussagt. Auch ein Vergleich mit den ebenfalls aus dem iranischen Bergland stammenden Sprachen Kassitisch und Gutäisch erübrigt sich schon wegen der äußerst geringen Kenntnis dieser Sprachen. Als durchaus vielversprechend galt dagegen die Hypothese einer Verwandtschaft mit den drawidischen Sprachen.

### Die elamo-drawidische Hypothese
R. A. Caldwell vermutete schon 1856 eine Beziehung des Elamischen zu den drawidischen Sprachen. Diese Hypothese wurde in den 1970er Jahren wieder aufgegriffen und vor allem von David W. McAlpin vertreten, der in seinem zusammenfassenden Hauptwerk von 1981 von einer elamo-drawidischen Sprachfamilie ausgeht, die man auch „zagrosisch“ nennt, nach ihrer hypothetischen Urheimat im Zāgros-Gebirge. Als Begründung für die elamo-drawidische Verwandtschaft werden folgende Übereinstimmungen zwischen dem Elamischen und Proto-Drawidischen angeführt (die ersten beiden sind allerdings rein typologisch und können deswegen wenig zur genetischen Frage beisteuern):
- Beide Sprachen sind agglutinativ, es werden fast ausschließlich Suffixe benutzt.
- Die Struktur der Verbalmorphologie stimmt weitgehend überein.
- Einige Nominal-Suffixe lauten ähnlich (Pronomina der 2. Person, vor allem Kasus-Suffixe).
- Das elamische Suffix /-ka/ zur Bildung der Nomina actionis hat drawidische Reflexe.
- Das elamische Perfektsuffix /-ta/ entspricht dem drawidischen Partizip-Suffix.
- McAlpin stellte über 80 elamisch-drawidische Wortgleichungen auf (McAlpin 1981).

Dennoch wurde die elamo-drawidische Hypothese von Elamisten und Drawidologen gleichermaßen mit großer Zurückhaltung, wenn nicht mit Ablehnung betrachtet (Reiner 1992 und 2003, Steever 1998, Krishnamurti 2003).
Falls die von anderen Forschern (zum Beispiel W. A. Fairservis 1992, A. Parpola 1994) aufgestellte These korrekt ist, dass die – bisher unbekannte – Sprache der Induskultur ebenfalls drawidisch ist, ergäbe sich auch eine Beziehung zwischen Elam und der Induskultur, zumal die protoelamische Bilderschrift (siehe oben) des frühen 3. Jahrtausends im Zeichenvorrat viele Ähnlichkeiten mit der – bisher auch unentzifferten – Schrift der Induskultur aufweist (zuletzt bei van Driem 2001 ausführlich dargestellt).

### Afroasiatische und nostratische Hypothesen
V. Blažek kritisierte in den 1990er Jahren die meisten elamisch-drawidischen Wortgleichungen McAlpins und stellte seinerseits über hundert Etymologien auf, die eine Verwandtschaft des Elamischen mit den afroasiatischen Sprachen belegen sollten. Da er die von McAlpin gefundenen morphologischen elamo-drawidischen Gemeinsamkeiten nicht bestreitet, rückt er das Elamische in den großen Zusammenhang der nostratischen Makrofamilie, die nach seiner Ansicht neben den drawidischen, indogermanischen, uralischen, altaischen und kartwelischen Sprachen auch die afroasiatische Sprachfamilie mit umfasst (Letztere wird von den Nostratikern heute oft als eigenständig betrachtet). Auch diese erweiterte Hypothese fand nur wenige Anhänger außerhalb des Kreises der „Nostratiker“ (Siehe Blažek 1999 und 2002).

### Starostins Kritik
Von großer Bedeutung ist der umfassende Artikel von George Starostin On the Genetic Affiliation of the Elamite Language (2002), der sowohl die Arbeiten von McAlpin als auch die Thesen von Blažek untersucht und kritisiert. Die elamo-drawidischen morphologischen Ähnlichkeiten deutet er ebenfalls (wie Blažek) im Kontext einer viel umfassenderen nostratischen Verwandtschaft anstatt einer zweiseitigen elamo-drawidischen Beziehung. Er zeigt zum Beispiel, dass die von McAlpin angeführten Kasussuffixe tatsächlich in ähnlicher Form und Funktion auch in den uralischen, altaischen und kartwelischen Sprachen verbreitet sind. Die Wortgleichungen beider Autoren – also sowohl die elamo-drawidischen McAlpins als auch die elamo-afroasiatischen Blažeks – hält er fast alle nicht für überzeugend.
Stattdessen präsentiert er auf Basis der 100-Wort-Liste von Morris Swadesh eine Untersuchung der 54 Begriffe dieser Liste, die im Elamischen vorkommen, und versucht nostratische, afroasiatische und sinokaukasische Parallelen zu finden. Das Ergebnis ist ein – wie erwartet – sehr weiter Abstand des Elamischen vom Sinokaukasischen, ein relativ weiter – etwa gleicher – Abstand sowohl zum Nostratischen als auch zum Afroasiatischen. Insbesondere aber weist das Elamische mit dem Drawidischen – einem Zweig des Nostratischen – nur sehr geringe Gemeinsamkeiten auf, es gibt nur zwei akzeptable Wortgleichungen. Starostin schließt eine Urverwandtschaft des Elamischen mit diesen Makrogruppierungen zwar nicht aus, sie müsste allerdings in einer sehr weit zurückliegenden Vergangenheit begründet sein. Das Hauptergebnis ist die faktische Widerlegung der spezifischen elamo-drawidischen Hypothese, die nach McAlpins Arbeiten auch von niemanden mehr explizit unterstützt worden ist.
Es ist also – vor allem auf Grund der Ergebnisse von Starostin, aber auch der kritischen Arbeiten der Drawidologen und Elamisten – sinnvoll, das Elamische zunächst weiterhin als eine isolierte Sprache des Alten Orients aufzufassen.

## Sprachliche Charakteristik
Diese Darstellung kann nur einige Kernpunkte der elamischen Grammatik herausarbeiten. Sie folgt im Wesentlichen M. Krebernik 2005 und M. W. Stolper 2004.

### Phonologie
Die von den Elamern adaptierte mesopotamische Keilschrift (Silbentypen V, KV, VK und wenige KVK – V steht für einen Vokal, K für einen Konsonanten) war nur bedingt in der Lage, die elamische Sprache adäquat wiederzugeben. Zum Beispiel konnten die im Elamischen relativ häufigen Konsonantencluster nur näherungsweise und unvollkommen durch Einschiebung stummer Vokale realisiert werden. Nasalierung – deren Existenz man aus Schreibvarianten te-em-ti und te-ip-ti für tempti „Herr“ erahnen kann – ist in der Regel nicht darstellbar. Nur mit Mühe ist das Phoneminventar des Elamischen, das offensichtlich stark von dem des Sumerischen oder Akkadischen abweicht, aus der Schrift rekonstruierbar. Es gibt offensichtlich keine Opposition „stimmlos“ zu „stimmhaft“, d. h. keinen Unterschied in der Aussprache der Zeichen für /p/ – /b/, /t/ – /d/ und /k/ – /g/, was zu Schwankungen in der Schreibung führte: zum Beispiel du-ni-h und tu-ni-h für „ich gab“. Welche Aussprache von den Elamern wirklich verwendet wurde, erkennt man aus der Schreibung elamischer Eigennamen bei den Babyloniern und Assyrern, gemäß dieser ist eher die stimmhafte Variante anzunehmen (W. Hinz 1964 bemerkt dazu: „Die Elamer haben gesächselt.“).
Es gibt im Elamischen nur vier Vokale, nämlich /a, i, u, e/. Eine vereinfachte Übersicht über die rekonstruierbaren Konsonanten (in [ ] abweichende Aussprache) zeigt das folgende Schema nach Stolper 2004.
Die Konsonanten des Elamischen
| p/b [b] |         | t/d [d] |   | k/g [g] |
|         |         | s       | š |         |
|         | (w/v/f) |         |   | h [x]   |
| m       |         | n       |   |         |
|         |         | l       | r |         |

Das Transliterationszeichen /h/ steht für altorientalisches /ḫ/, es wird also wie deutsches /ch/ ausgesprochen. (Das gilt allerdings nur für die älteren Sprachphasen, im neuelamischen ist /h/ oft stumm und kann auch entfallen.)
Bei Krebernik 2005 entfallen in der Schreibung (Transliteration) die Konsonanten /b/, /d/ und /g/, dafür kommen phonemisch relevante Doppelkonsonanten (Geminatae) /pp, tt, kk, hh, šš, ll, rr, mm, nn/ hinzu – die allerdings nicht alle gesichert sind –, außerdem mit Vorbehalt die Konsonanten /z/ (mit /zz/) und /ŋ/ (mit /ŋŋ/) und der Halbvokal /j/.

### Morphosyntax
Das Elamische ist eine agglutinierende Sprache, die Suffixe, Enklitika und Postpositionen verwendet. Aus Postpositionen entwickelte Kasussuffixe gibt es erst in spätelamischer Zeit, die älteren Sprachstufen unterscheiden einen Kasus nur beim Personalpronomen (Nominativ und Akkusativ, siehe unten). Einen Artikel gibt es nicht. Das Elamische ist keine Ergativsprache, für transitive und intransitive Sätze werden dieselben Subjektformen verwendet. Andererseits kann es auch nicht als typische Nominativ-Akkusativ-Sprache bezeichnet werden, da diese Kasusunterscheidung zunächst nur die Pronomina betrifft und erst in einer sehr späten Phase durch Sekundärbildungen auch für Substantive belegt ist. Die Frage der Ergativität des Elamischen wurde lange diskutiert.
Syntaktische Beziehungen werden durch die Wortstellung, vor allem aber durch sog. Bedeutungs- und Kongruenzmarker hergestellt. Dazu ein Beispiel aus der Nominalmorphologie:
X sunki-r hatamti-r … „X, der König (sunki-) von Elam (hatamti-), …“
u sunki-k hatamti-k … „ich, der König von Elam, …“
In der ersten Phrase handelt es sich bei sunki- um die Bedeutungsklasse Delokutiv („er-Klasse“, über den König wird eine Aussage gemacht), die mit dem Suffix /-r/ gekennzeichnet wird. Dieses Suffix wird am Attribut hatamti- wieder aufgenommen, wodurch die Nominalphrase zu einer Einheit verklammert wird. In der zweiten Phrase handelt es sich beim Phrasenkopf sunki- um den Lokutiv („ich-Klasse“) – markiert durch /-k/ –, welches ebenfalls am Attribut wieder aufgegriffen wird. Die Form und Funktion der verschiedenen Bedeutungs- und Kongruenzmarker wird im Abschnitt über die Nominalmorphologie ausführlich erklärt und belegt.
Nominalphrasen haben immer die Reihenfolge Phrasenkopf – Attribut, wobei die Attribute Substantive (im Deutschen „Genitive“), Adjektive, Possessivpronomina und Relativsätze sein können. Bis auf die Relativsätze werden Attribute mit dem Phrasenkopf in der oben beschriebenen Art durch Kongruenzmarker verklammert.
Die Satzteilfolge ist wegen der fehlenden Kasusunterscheidung streng festgelegt und folgt im Wesentlichen dem SOV-Schema (Subjekt – Objekt – Prädikat). Zwischen Subjekt und Prädikat können direkte und indirekte Objekte, Adverbialbestimmungen, Negationspartikeln und resumptive Pronomina (die einen Rückverweis auf Subjekt oder Objekt beinhalten) eingefügt werden. Beispiel:
u (TITEL) B kuši-h G1 ak G2 ap-u-i-n tuni-h
„ich (TITEL) das B baute-ich (kuši-h), den Göttern G1 und G2 – ihnen (ap) ich (u) es (i-n) – gab-ich (tuni-h)“
„ich (TITEL) baute das (Bauwerk) B und stiftete es den Göttern G1 und G2“
Die enklitische Partikel /-a/ markiert das Ende von Phrasen und Sätzen, satzeinleitende Partikel werden in den älteren Sprachstufen nur selten verwendet.

### Substantive und ihre Bedeutungsklassen
Alle Substantive werden im Elamischen zunächst in zwei Hauptklassen (grammatische Geschlechter) eingeteilt, nämlich der Personenklasse (PK) oder Sachklasse (SK). Darüber hinaus werden sie einer oder auch mehreren Bedeutungsklassen zugeordnet. Diese Zuordnung geschieht implizit (ohne erkennbare Kennzeichnung durch ein Suffix) oder explizit durch ein Bedeutungsklassensuffix.
Einige Beispiele für eine implizite (suffixlose) Zuordnung sind die Substantive ruh „Mensch“, atta „Vater“, amma „Mutter“, iki „Bruder“, sutu „Schwester“, šak „Sohn“, pak „Tochter“, zana „Herrin“, elt(i) „Auge“, siri „Ohr“, kir oder kur „Hand“, pat „Fuß“, kik „Himmel“, mur(u) „Erde“, hiš „Name“ und hutt „Werk“. Die jeweilige Bedeutungsklasse dieser nicht-markierten Substantive wird erst in der Kongruenz mit einem Attribut oder Prädikat sichtbar.
Die expliziten Bedeutungsmarker (Suffixe) sind /-k, -t, r, -p, -me, -n; -m, -š/. Diese werden alle – außer den beiden letzten /-m/ und /-š/ – auch als Kongruenzmarker verwendet (Erklärung und Beispiele siehe unten).
Eine besondere Rolle spielen die vier Marker /-k, -t, -r, -p/ bei den Substantiven der Personenklasse: sie dienen zur Bezeichnung des Lokutivs (ich-Klasse), Allokutivs (du-Klasse) und Delokutivs (er/sie-Klasse), wobei der Delokutiv Singular und Plural unterscheidet. Die genaue Verwendung zeigt die folgende Tabelle.
Die markierten Bedeutungsklassen bei Substantiven aus der Personenklasse
| Bezeichnung   | Suffix | Beispiel | Bedeutung         |
| ------------- | ------ | -------- | ----------------- |
| Lokutiv       | -k     | sunki-k  | ich, der König    |
| Allokutiv     | -t     | sunki-t  | du, der König     |
| Delokutiv sg. | -r     | sunki-r  | (er, der) König   |
| Delokutiv pl. | -p     | sunki-p  | (sie, die) Könige |

Der Marker /-me/ hat eine abstrahierende Funktion, wie die folgenden Beispiele zeigen:
sunki-me „Königtum“;   zu sunki- „König“
lipa-me „Dienst“;   zu lipa- „Diener“
husa-me „Wald“;   zu husa- „Holz, Baum“
Mit dem Marker /-n/ werden Örtlichkeiten und Ortsnamen gekennzeichnet, zum Beispiel siya-n „Tempel“ (zu siya „schauen“; der Tempel ist also der „Ort des Schauens“, was exakt der Bedeutung des lateinischen templum entspricht.) Viele Ortsnamen – Anwan, Anschan, Shusha(n) – enthalten das Suffix /-n/. Die Funktion der anderen Marker – die nicht für die Kongruenzmarkierung genutzt werden – ist nicht mehr allgemein festzulegen.
Im Folgenden zeigen einige Beispiele die Anwendung der Bedeutungs- und Kongruenzmarker:
X sunki-r hatamti-r
„X, der König (sunki-) von Elam (hatamti-) …“ (Delokutiv sg.)
u sunki-k hatamti-k
„ich, der König von Elam …“ (Lokutiv)
takki-me u-me
„mein (u) Leben (takki)“ (me-Klasse)
takki-me sutu hanik u-ri-me
„Leben Schwester (sutu) geliebt (hanik) ich (u)- ihr (ri) – Bezug auf takki durch -me“
„das Leben meiner geliebten Schwester“
siya-n G zana hute-hiši-p-ri-ni
„Tempel (siya-n) der G, Herrin (zana) der Edlen (hute-hiši-p) – Bezug auf zana durch ri (Delok.) – Bezug auf siya-n durch ni (n-Klasse)“
„der Tempel der Göttin G, Herrin der Edlen“

### Personalpronomina und Possessivbildung
Die Personalpronomina unterscheiden schon in altelamischer Zeit zwei Fälle, den Nominativ und den meist durch Anhängen eines /-n/ gebildeten Akkusativ. Es gibt ältere und jüngere Formen, die älteren haben meist den Vokal /i/, der in den neu- und spätelamischen Formen in /u/ übergeht (eine allgemein im Elamischen beobachtete Lautverschiebung). Die folgende Tabelle zeigt die jüngeren Formen des Personalpronomens.
Die jüngeren Formen der Personalpronomina
| Person | Nom.sg. | Akk.sg. | Nom.pl. | Akk.pl.  |
| ------ | ------- | ------- | ------- | -------- |
| 1      | u       | u(-n)   | nuku    | nuku(-n) |
| 2      | nu      | nun     | numi    | numi(-n) |
| 3 PK   | i-r     | i-r     | ap(pi)  | appin    |
| 3 SK   | i(-n)   | i(-n)   | .       | .        |

/ir/ und /in/ stehen als resumptive Pronomina, die einen Rückbezug auf Subjekt oder Objekt vermitteln, vor finiten Verbalformen, je nach Konjugationstyp als Subjekt oder direktes Objekt.
Nachgestellte Personalpronomina werden durch Verwendung der Kongruenzmarker (siehe oben) zu Possessiva. Dazu folgende Beispiele:
| Phrase                   | Übersetzung                        | Erläuterung                   |
| ------------------------ | ---------------------------------- | ----------------------------- |
| napi-r u-ri              | mein Gott                          | Delokutiv sg.                 |
| napi-r nuku-ri           | unser Gott                         | Delokutiv sg.                 |
| napi-p u-pi              | meine Götter                       | Delokutiv pl.                 |
| takki-me u-me            | mein Leben                         | me-Klasse                     |
| rutu ni-ri               | deine Gattin                       | Delokutiv sg., rutu suffixlos |
| ayani-p nika-p(i)        | unsere Verwandten                  | Delokutiv pl.                 |
| siyan appi-me            | ihr (pl.) Tempel                   | siyan hier me-Klasse          |
| takki-me puhu nika-me-me | das Leben unserer Nachkommenschaft | doppelte me-Klasse            |

Das letzte Beispiel hat ein doppeltes -me-Suffix, da sowohl Bezug auf puhu „Nachkommenschaft“ – das selbst implizit zur me-Klasse gehört – als auch auf takki „Leben“ genommen wird.

### Verbalstämme
Viele Wurzeln können im Elamischen nominal und verbal genutzt werden, zum Beispiel me „Rückseite“ und „folgen“, tu „Eigentum“ und „nehmen“. Die meisten Verbalstämme enden auf einen Vokal, in den älteren Sprachphasen gibt es auch konsonantischen Auslaut.
Durch Reduplikation der Anlautsilbe können bei manchen Verben pluralisches Subjekt oder Objekt, aber auch „Pluralität“ der Handlung (also ihre Wiederholung) ausgedrückt werden (Steiner 1990, allerdings ist diese Interpretation nicht allgemein anerkannt). Dabei kann es zu lautlichen Veränderungen kommen wie zum Beispiel Elision des Stammvokals. Einige Beispiele dieser Stammesmodifikationen durch Reduplikation der Anlautsilbe sind in der folgenden Tabelle zusammengestellt.
Beispiele von Verben mit Stammesmodifikation
| Einfacher Stamm | Modifizierter Stamm | Bedeutung |
| --------------- | ------------------- | --------- |
| li              | lili                | geben     |
| ta              | tatta               | stellen   |
| hapu            | hahpu               | hören     |
| hutta           | huhta               | machen    |
| kazza           | kakza/i             | schmieden |
| kela            | kekla               | befehlen  |
| kuti            | kukti               | tragen    |
| kuši            | kukši               | erbauen   |
| peli            | pepli               | gründen   |
| pera            | pepra               | lesen     |
| turu            | tutri               | sagen     |
| tallu           | tatallu             | schreiben |

### Verbalmorphologie
Das Elamische besitzt drei einfache Konjugationen, die in der Literatur Konjugation I, II und III genannt werden. Alle drei Konjugationen besitzen die Kategorien Person (1-2-3) und Numerus (Singular und Plural).
Die Konjugation I wird direkt vom Verbalstamm (einfach oder modifiziert) mit verbspezifischen Suffixen für Person und Numerus gebildet (deswegen heißt sie auch „verbale Konjugation“). Die Formen der beiden anderen Konjugationen werden mit den nominalen Kongruenzsuffixen /-k, -t, -r, -p/ (siehe oben) von erweiterten Stämmen abgeleitet, die man auch Partizipien nennt: die Konjugation II basiert auf einer /-k/-Erweiterung, Konjugation III auf einer /-n/-Erweiterung des Stammes.
Über das Bedeutungsfeld der Konjugationen (Tempus, Modus, Aspekt, Transitivität, Diathese) herrscht heute in der Elamistik weitgehende, aber keinesfalls vollständige Übereinstimmung. Die folgende Tabelle gibt die Einschätzung von Stolper 2004 wieder (ähnlich Krebernik 2005), allerdings sind die Angaben über die Bedeutung mit dem Zusatz „meist gilt“ zu verstehen.
Bildung und Bedeutung der drei elamischen Konjugationen
| Konjug. | Basis     | Suffixe | Diathese   | Transitiv.  | Aspekt      | Tempus             |
| ------- | --------- | ------- | ---------- | ----------- | ----------- | ------------------ |
| I       | Stamm     | verbal  | eher aktiv | transitiv   | neutral     | Vergangenheit      |
| II      | Stamm + k | nominal | passiv     | intransitiv | perfektiv   | Vergangenheit      |
| III     | Stamm + n | nominal | eher aktiv | neutral     | imperfektiv | Gegenwart, Zukunft |

### Konjugationsparadigma
Die folgenden Tabellen geben die drei elamischen Konjugationsparadigmen wieder. Da es keine Pluralformen für Lokutiv und Allokutiv (siehe oben, Bedeutungsklassen) gibt, entfallen in den Konjugationen II und III die Formen für die 1. und 2. Person Plural. (Sie wurden in achämenidischer Zeit durch Umschreibungen ergänzt.)
Konjugation I am Beispiel kulla „beten“
| Person | Singular | Plural    |
| ------ | -------- | --------- |
| 1      | kulla-h  | kulla-hu  |
| 2      | kulla-t  | kulla-h-t |
| 3      | kulla-š  | kulla-h-š |

Konjugation II am Beispiel hutta „tun“
| Person | Singular    | Plural    |
| ------ | ----------- | --------- |
| 1      | hutta-k-k   | .         |
| 2      | hutta-k-t   | .         |
| 3      | hutta-k(-r) | hutta-k-p |

Konjugation III am Beispiel hutta „tun“
| Person | Singular  | Plural    |
| ------ | --------- | --------- |
| 1      | hutta-n-k | .         |
| 2      | hutta-n-t | .         |
| 3      | hutta-n-r | hutta-n-p |

Hinweis: Nicht alle angegebenen Formen sind bisher belegt.

### Bemerkungen zu den Modi
Das Elamische besitzt auch die Modi Optativ (Wunschform), Imperativ (Befehlsform) und Prohibitiv (Verbotsform). Formen der Konjugationen I und II mit Suffix /-ni/ (oder /-na/) haben optativische Bedeutung, zum Beispiel kulla-h-š-ni „mögen sie beten“.
Im Mittelelamischen hat die 2. Person der Konjugation I imperative Funktion (zum Beispiel hap-t(i) „höre!“), im Achämenidisch-Elamischen die 3. Person der Konjugation I. Prohibitive werden von der Konjugation III durch das Präfix (!) anu- oder ani- gebildet, zum Beispiel hupe anu hutta-n-t(i) „tu das (hupe) nicht“.
Alle weiteren Details der elamischen Grammatik sind der angegebenen Literatur zu entnehmen.